# Sac d'Ashley
Le sac d'Ashley (en anglais : Ashley's sack) est un sac en coton du milieu du xixe siècle brodé avec un texte rappelant la vente d'une fille de 9 ans connue sous le nom d'Ashley. Le sac contenait plusieurs présents pour son départ et avait été confectionné par sa mère nommée Rose.

## Histoire

### Le sac
Le sac d'Ashley est un simple sac utilitaire en coton, certainement utilisé pour le transport de marchandises par les hommes à tout faire de la plantation. Il a été gardé comme héritage familial par les descendantes d'Ashley dont Ruth Middleton qui broda un texte rappelant la mémoire familiale lié à cet objet. Le sac porte des traces de réparations répétées témoignant de l'attachement de la famille à cet objet transmis de générations en générations.

#### Broderie
« My great grandmother Rose mother of Ashley gave her this sack when she was sold at age 9 in South Carolina it held a tattered dress 3 handfulls of pecans a braid of Roses hair. Told her It be filled with my Love always she never saw her again. Ashley is my grandmother »
— Ruth Middleton, 1921
        
« Mon arrière-grand-mère Rose, mère d'Ashley, lui donna ce sac lorsqu'elle fut vendu à l'âge de 9 ans en Caroline du Sud, il contenait une robe en loque, 3 poignées de noix de pécan, une tresse des cheveux de Rose. Elle lui dit : « Il sera toujours rempli de mon Amour ». Elle ne la revit jamais. Ashley est ma grand-mère. »

### Chronologie
La chronologie suivante est fondée sur la recherche du professeur Mark Auslander (nombre de dates sont approximatives) :
- 1799 – 1852 : Vie de Robert Martin (planteur et esclavagiste à Charleston en Caroline du Sud).
- c. 1843~1844 : Naissance d'Ashley (elle a 9 ans lors de sa vente en 1853).
- 1853 : L'inventaire des biens de Robert Martin mentionne Rose (à Charleston) et Ashley (à la plantation Milberry) parmi une centaine d'esclaves. Rose est évaluée à 700 $.
- 1860 : Ashley est listée parmi 125 esclaves à la plantation Milberry dans le comté de Barnwell en Caroline du Sud. Elle est la propriété de la veuve de Robert Martin, Serene Milberry Martin, au nom de leur fils Robert Martin Jr. Ashley est évaluée à 300 $.
- 1865 : Fin de la guerre de Sécession et abolition de l'esclavage aux États-Unis.
- c. 1880 : Date de naissance approximative de la fille d'Ashley, Rosa Clifton. Ashley est âgée de 36 ans.
- 1902 : Rosa Clifton épouse Austin Jones.
- 1903 : Ruth Jones naît de Rosa et Austin Jones à Columbia en Caroline du Sud.
- 1918 : Ruth Jones épouse Arthur Middleton (né vers 1899) à Philadelphie en Pennsylvanie. Arthur est engagée dans l'U.S. Army durant la Première Guerre mondiale. Ruth réside durant cette période chez le domicile de l'ingénieur Edward Linch ; probablement comme domestique.
- 1919 : Naissance de Dorothy Helen Middleton dite « Dot ». Ruth est âgée de 16 ans.
- 1921 : Ruth Middleton brode le texte[a] sur le sac de sa grand-mère Ashley. Cette dernière devrait être âgée de 77 ans si elle est encore en vie à cette date.
- 1930 : Depuis certainement 1928, Ruth Jones est employée comme domestique à Bryn Mawr en Pennsylvanie.
- c. 1938~1942 : Ruth est mentionnée et publie dans les pages mondaines du plus important journal afro-américain de Philadelphie.
- 1942 : Ruth meurt de tuberculose à l'âge de 39 ans.
- 1988 : Dorothy Helen Page (née Middleton) meurt à Wyncote en Pennsylvanie à l'âge de 69 ans.
- 2007 : Le sac d'Ashley est acheté parmi un lot de textiles pour 20 $ dans un marché aux puces à Springfield dans le Tennessee. Les acheteurs font don du sac à la Foundation Middleton Place (en) dans le comté de Dorchester en Caroline du Sud où il y est exposé.
- 2016 : Le sac d'Ashley est exposé au Musée national de l'histoire et de la culture afro-américaines de la Smithsonian Institution à Washington D.C.
- 2021 : Retour du sac d'Ashley à la Middleton Place Foundation[3].

## Postérité

### Influence
L'autrice Heather Andrea Williams (en) mentionne le sac dans l'épilogue de son ouvrage Help Me to Find My People comme un témoignage des pertes intergénérationnelles et de la survie. Pr Mark Auslander met en lumière l'importance de ce sac au regard de la reconstruction historique des vies d'Ashley, Rose et Ruth comme intermédiaire à la compréhension de l'endurance de la mémoire linéaire d'une famille « face à la terrible fragmentation de la solidarité familiale induite par la traite intérieure des esclaves »,.
Pour la spécialiste du Smithsonian Mary Elliot « c'est un objet éminemment émotionnel [...] cet objet est particulièrement important pour nous raconter cette histoire humaine ». Elliot a travaillé sur l'exposition « Esclavage et Liberté » du Musée national de l'histoire et de la culture afro-américaines sous la direction de la conservatrice Nancy Bercaw.